# Ukichirō Nakaya
Ukichirō Nakaya (中谷 宇吉郎 Nakaya Ukichirō, 4 de julio de julio de 1900 – 11 de abril de 1962) fue un físico y ensayista científico japonés conocido por su trabajo en glaciología y en ciencias de bajas temperaturas. Se le acredita con la creación de los primeros copos de nieve artificiales.

## Biografía

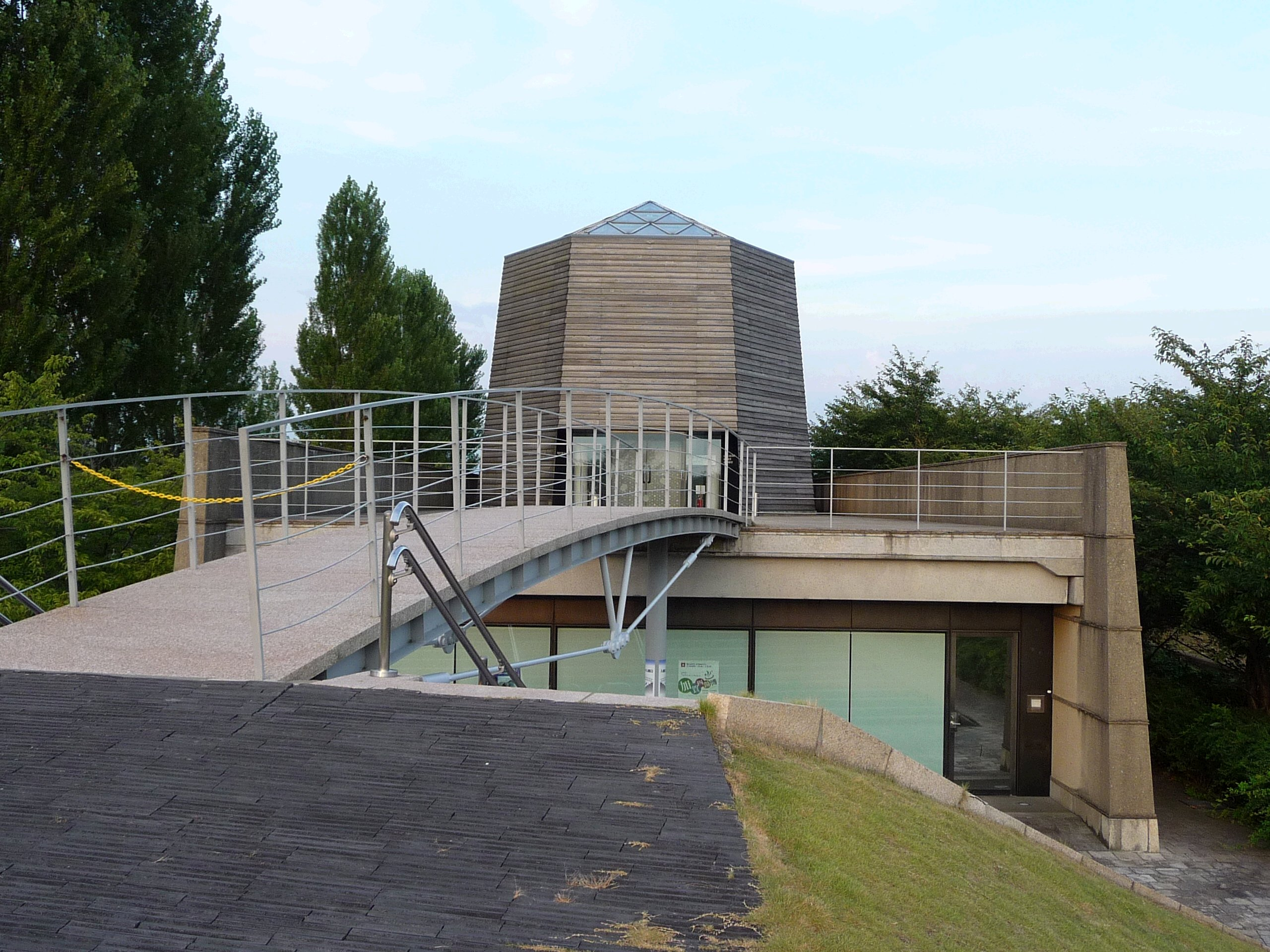
Museo de Nieve y Hielo Nakaya Ukichoro (edificio hexagonal que evoca la naturaleza hexagonal de los copos de nieve), en las aguas termales de Katayamazu, Kaga, Ishikawa, Japón

Nakaya nació cerca de las aguas termales de Katayamazu en Kaga, prefectura de Ishikawa, cerca del área representada en Hokuetsu Seppu, una obra enciclopédica publicada en 1837 que contiene 183 bocetos de cristales de copos de nieve naturales – el tema que se convirtió en el trabajo de toda la vida de Nakaya. Nakaya escribió más tarde que su padre quería que fuera alfarero y lo envió a vivir con un alfarero mientras estaba en la escuela primaria. Su padre murió después de terminar la escuela primaria, pero el primer artículo científico de Nakaya, escrito en 1924 para el número inaugural de las actas del Departamento de Física de la Universidad Imperial de Tokio, estuvo dedicado a la porcelana japonesa Kutani.
Nakaya se inspiró para estudiar física en la escuela secundaria en las hipótesis nebulares de Kant y Laplace y en las obras de Hajime Tanabe. Se especializó en física experimental con Torahiko Terada en la Universidad Imperial de Tokio y se graduó en 1925. Poco después, se convirtió en asistente de investigación de Terada en el Instituto de Investigación Física y Química (RIKEN). Nakaya estudió descarga electrostática como profesor asistente en la Universidad Imperial de Tokio. En 1928 y 1929, continuó sus estudios de posgrado en el King's College de Londres con Owen Willans Richardson, donde trabajó con rayos X de longitud de onda larga. En 1930, se convirtió en profesor asistente en la Universidad de Hokkaido, con la que estaría asociado durante el resto de su vida, y más tarde ese año recibió su título de doctor en ciencias de la Universidad Imperial de Kioto.
Cuando llegó a la Universidad de Hokkaido, el departamento de física tenía un mínimo de equipamiento y pocos fondos para investigación. Pero había un suministro ilimitado de nieve natural, por lo que Nakaya comenzó su investigación sobre los cristales de nieve. A partir de más de 3.000 fotomicrografías estableció una clasificación general de los cristales de nieve naturales. En 1935, abrió el Laboratorio de Ciencias de Bajas Temperaturas, y el 12 de marzo de 1936, creó el primer cristal de nieve artificial.
Desde 1936 hasta 1938, Nakaya y su familia vivieron en un balneario de aguas termales en la península de Izu mientras él se recuperaba de un ataque de clonorquiasis. Después de su recuperación, comenzó sus estudios sobre el levantamiento por congelación, lo que finalmente condujo a la fundación del Laboratorio de Física Agrícola en la Universidad de Hokkaido en 1946. En 1941 recibió el Premio Imperial de la Academia Japonesa por sus contribuciones a la investigación de los cristales de nieve.
A Nakaya siempre le gustó el trabajo de campo así como la investigación de laboratorio. Sus estudios lo llevaron a lugares que iban desde la cima de Mauna Loa, en Hawái, hasta la isla de hielo T-3 en el archipiélago ártico canadiense. En 1949, por invitación de la Sociedad Glaciológica Internacional (organización en la que más tarde se desempeñó como copresidente), Nakaya realizó una gira por Estados Unidos y Canadá y asistió a la reunión que estableció el SIPRE (Snow, Ice and Permafrost Research Establishment ). Desde 1952 hasta 1954 fue investigador en el SIPRE. Durante este tiempo, vivió en Winnetka, Illinois, y estudió las figuras de Tyndall – figuras de fusión que se desarrollan dentro de grandes cristales de hielo glacial después de la exposición a la luz solar brillante, que fueron descritas por primera vez por el físico británico John Tyndall.
En 1954, Harvard University Press publicó su Snow Crystals: Natural and Artificial, una obra ilustrada que resumía su investigación sobre los cristales de copos de nieve, a partir de su trabajo en la Universidad de Hokkaido. Aunque ya no se publica desde hace mucho tiempo, todavía sirve como una referencia clásica sobre las formas de los cristales, mostrando cómo una investigación científica puede avanzar a través de la observación sistemática hacia una descripción precisa de un fenómeno natural.
En 1957 visitó Groenlandia como miembro de la expedición de los Estados Unidos para el Año Geofísico Internacional. Visitó Groenlandia varias veces más, generalmente permaneciendo durante uno o dos meses cada vez, para observar la capa de hielo glaciológica en el sitio del observatorio de latitud 78°.
En 1960, Nakaya se sometió a una cirugía de cáncer de próstata en el hospital de la Universidad de Tokio. Murió el 11 de abril de 1962, de osteomielitis. En reconocimiento a sus logros, fue condecorado póstumamente con una de las más altas órdenes otorgadas por el gobierno japonés.
En 1960, el Comité de Nombres de Lugares Antárticos del Reino Unido denominó a un grupo de islas antárticas "Islas Nakaya" en reconocimiento a sus contribuciones a la ciencia. El asteroide 10152 Ukichiro también lleva su nombre.

## Cristales de nieve
A partir de 1933, Nakaya observó la nieve natural y creó 3.000 placas fotográficas de cristales de nieve, clasificándolos en siete tipos principales y numerosos tipos menores. Durante estas observaciones, tomando fotografías de nieve natural y clasificándolas por apariencia según las condiciones climáticas, Nakaya sintió la necesidad de hacer nieve artificial a partir de cristales de hielo cultivados en el laboratorio. Generó vapor de agua en un tubo de vidrio hueco de doble capa, que luego enfrió. Contrariamente a sus expectativas iniciales, crear cristales de nieve no fue una tarea fácil – en lugar de formar copos de nieve, los cristales de hielo crecieron como orugas en el hilo de algodón que utilizó para la nucleación.
El Laboratorio de Ciencias de Bajas Temperaturas se inauguró en 1935 y continuaron los experimentos con diversos materiales para el núcleo de hielo. Estos experimentos revelaron que el hilo de lana es mejor que el hilo de algodón; sin embargo, los cristales de nieve todavía no se formaban como se esperaba. Un día, Nakaya encontró un cristal de nieve en la punta de un pelo de un abrigo de piel de conejo en el laboratorio. Este fue el avance que condujo a la producción del primer cristal de nieve artificial. El 12 de marzo de 1936, tres años después del primer intento, produjo un cristal de nieve en la punta de un solo pelo de conejo en su aparato de laboratorio. En diciembre de 1937, tomó fotografías de muchos tipos de cristales de nieve artificiales en su laboratorio. Estas fotografías, recopiladas en el libro de Bentley Snow Crystals, que Nakaya admiraba enormemente, influyeron posteriormente en su propio trabajo.
Nakaya continuó su investigación sobre los cristales de nieve y dilucidó cómo se producen sus diversos patrones en la naturaleza. Publicó su Diagrama de Nakaya, que describe las relaciones entre el vapor, la temperatura, la sobresaturación y el exceso de densidad de vapor en las nubes.
El logro de Nakaya se conmemora hoy con un monumento de piedra hexagonal en el sitio de su laboratorio en el campus de la Universidad de Hokkaido. Su aparato original se conserva y se exhibe en el Instituto de Ciencias de Bajas Temperaturas.

## Ensayos sobre ciencia
Nakaya también fue un prolífico ensayista científico. Una bibliografía selecta en el sitio web del Museo de Nieve y Hielo Nakaya Ukichiro enumera más de 40 títulos que explican la ciencia para el público general, sobre temas que van desde la nieve y la geofísica hasta la arqueología y el método científico.
También produjo numerosos documentales y programas de radio. En 1950, desempeñó un papel central en la fundación de Iwanami Productions, que produjo más de 4.000 películas documentales y educativas. (Las películas ahora están disponibles en Hitachi Media Productions en formato digital como Biblioteca de películas de Iwanami.
Su frase más famosa es probablemente "Los copos de nieve son cartas enviadas desde el cielo". Volvió a esta idea varias veces, primero en su documental de 1939 Cristales de nieve, y nuevamente en una nota escrita a mano en una copia de su libro de 1954 Cristales de nieve: naturales y artificiales.

## Vida personal
Nakaya se casó dos veces. Su primera esposa fue hija de Sakutaro Fujioka (藤岡作太郎 Fujioka Sakutarō?), un historiador literario que enseñó en la Universidad Imperial de Tokio. Murió en Japón de difteria mientras Nakaya estudiaba en el King's College. Se volvió a casar en 1932. Su hija Fujiko Nakaya, nacida en 1933, es una artista conocida por sus esculturas de niebla. Tuvo otras dos hijas, Sakiko y Miyoko Nakaya.
En sus últimos años de vida, Nakaya fue un consumado artista de sumi-e.